# Encefalocele
Encefalocele (ou cranium bifidum) é um defeito do tubo neural, doença na qual ocorre a herniação do cérebro e das meninges por aberturas no crânio. Pode causar deficiências motoras e intelectuais graves, mas é menos frequente. O único tratamento efetivo disponível é a cirurgia reparadora.
Sabe-se que níveis apropriados de ácido fólico podem ajudar a prevenir este tipo de malformações antes e durante os primeiros tempos da gravidez.